# Észak-Magyarország
Észak-Magyarország (ungarsk for "Nordungarn") er en region beliggende i det nordøstlige Ungarn. Regionen har et areal på 13.428 km² og et indbyggertal på 1.289.000 indbyggere.
Regionhovedbyen er Miskolc og regionen består af tre mindre provinser: Borsod-Abaúj-Zemplén, Heves og Nógrád.

## Ekstern henvisning
- Norda.hu Arkiveret 29. oktober 2005 hos  Wayback Machine (ungarsk)

48°06′N 20°46′Ø / 48.1°N 20.77°Ø